# Templo de Besakih
El templo de Besakih (en indonesio: Pura Besakih) es un complejo de puras en el pueblo de Besakih en las laderas del monte Agung en el este de Bali, Indonesia. Denominado también, templo madre de Besakih es el más importante, más grande y más sagrado del hinduismo balinés,
Encaramado a casi 1000 metros en lo alto de las laderas del Gunung Agung, es un extenso complejo de más de un kilómetro de largo y consta  de 23 templos separados pero relacionados, siendo el más grande e importante el pura Penataran Agung. El templo está construido en seis niveles, aterrazados hacia arriba. La entrada está marcada por una candi bentar (puerta de entrada dividida), y más allá, el kori Agung es la puerta de entrada al segundo patio.

## Historia
Los orígenes precisos del templo no están claros, pero es casi seguro que su importancia como lugar sagrado data de tiempos prehistóricos. Las bases de piedra del pura Penataran Agung y varios otros templos se asemejan a pirámides escalonadas megalíticas, que datan de al menos 2.000 años. Con lo construido antes del año 1.000, el templo de Besakih fue originalmente un templo en terrazas que estaba dedicado al dios dragón de Besakih, que se creía habitaba en la montaña sagrada.
Sin duda, se utilizó como lugar de culto hindú desde 1284, cuando los primeros conquistadores javaneses se establecieron en Bali. Para el siglo XV, Besakih se había convertido en un templo estatal de la poderosa dinastía Gelgel.

## Ubicación
El complejo de puras está situado en la ladera sur del monte Agung (Gunung Agung), el volcán principal de Bali cuya última erupción se produjo en abril-julio de 2018, antes en septiembre-noviembre de 2017 y anteriormente, en marzo de 1963. 
La serie de erupciones de 1963, mataron aproximadamente a 1.700 personas. También amenazaron a pura Besakih. Los flujos de lava no alcanzaron el complejo del templo por pocos metros. El pueblo balinés consideró que la salvación del templo fue milagrosa y una señal de que los dioses deseaban demostrar su poder pero no destruir el monumento religioso que los fieles balineses habían erigido.

## Arquitectura

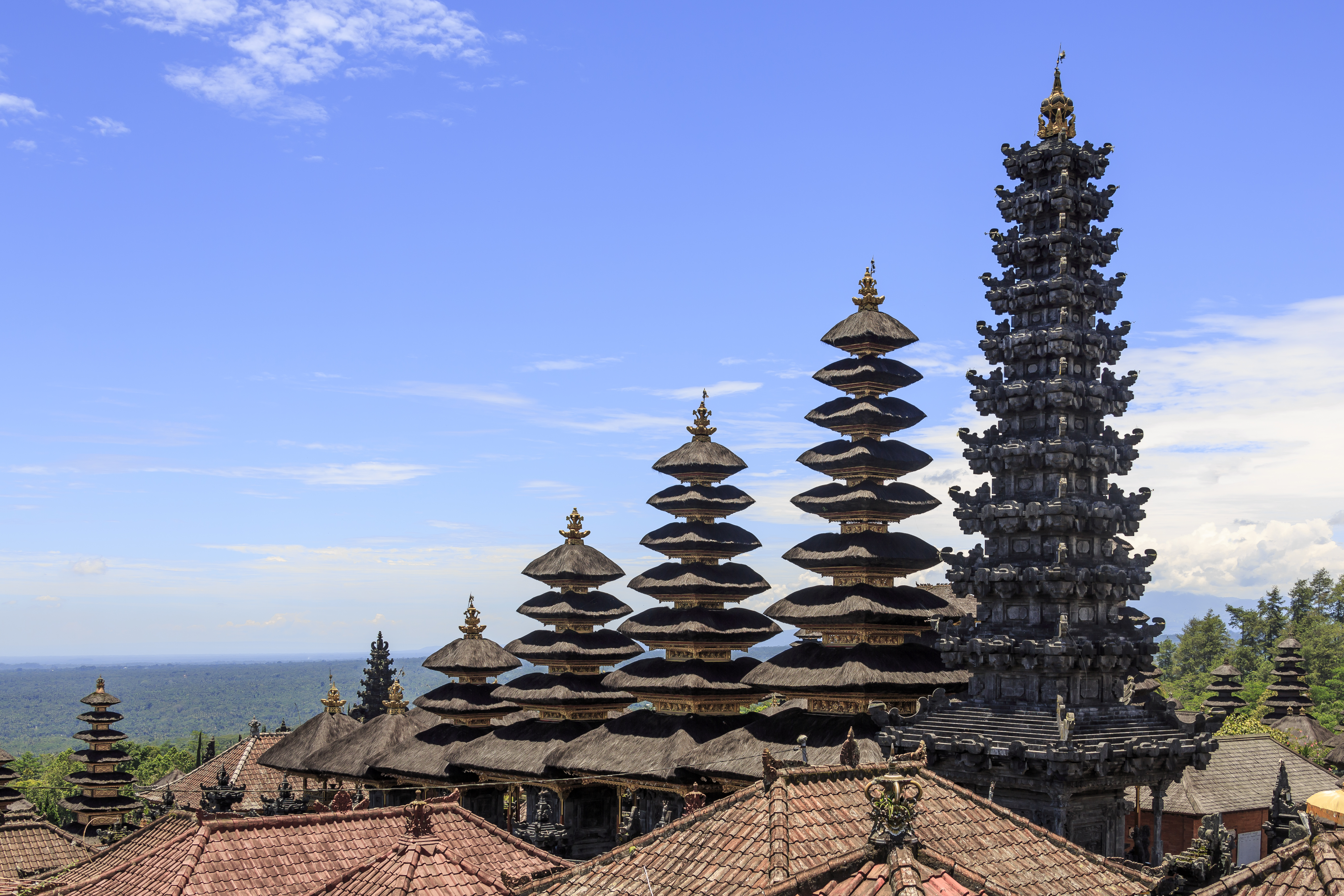
Torres de Meru del pura Besakih.

El pura Besakih es un complejo formado por veintitrés templos que se asientan sobre estribaciones paralelas. Tiene terrazas escalonadas y tramos de escaleras que ascienden a una serie de patios y puertas de ladrillo que a su vez conducen a la torre principal o estructura hinduista Meru, que se llama pura Penataran Agung. Todo esto está alineado a lo largo de un solo eje y está diseñado para llevar a la persona espiritual hacia arriba y más cerca de la montaña que se considera sagrada.
El principal santuario del complejo es el pura Penataran Agung. El centro simbólico del santuario principal es el trono del loto o padmasana, que es, por tanto, el foco ritual de todo el complejo. Data de alrededor del siglo XVII.

## Fiestas
Cada año se celebran al menos setenta fiestas en el complejo, ya que casi todos los santuarios celebran un aniversario anual. Este ciclo se basa en el año balinés de 210 días del calendario Pawukon.
Había sido nominado como Patrimonio de la Humanidad ya en 1995, pero fue retirado en 2015.

## Visitantes
En 2013, los visitantes extranjeros alcanzaron las 84.368 personas (el 77,2% de todos los visitantes), mientras que los visitantes nacionales llegaron a 24.853 personas (el 22,8%).

## Controversia
La CNN de Indonesia informó que turistas y visitantes fueron acosados y extorsionados por jóvenes locales de los pueblos de los alrededores y otras supuestas autoridades, bajo forma de donaciones ilegales.

## Galería
|                            |
| Templo de Besakih en 1949. |

|                              |
| Templo principal de Besakih. |

|               |
| Pura Besakih. |

|               |
| Pura Besakih. |

|               |
| Pura Besakih. |

|                                               |
| Ceremonia de oración en el templo de Besakih. |

|                                                           |
| Bali view from Besakih/Puerta principal del templo Madre. |